# Ropesville (Teksas)
Ropesville je grad u američkoj saveznoj državi Teksas. Prema popisu stanovništva iz 2010. u njemu je živjelo 434 stanovnika.